# Cueva de Furninha
La cueva de Furninha, también conocida como cueva de Dominique, es una cueva natural situada en la vertiente sur de la península de Peniche, en Portugal. La cueva está situada en los acantilados entre la Fortaleza de Peniche y el Cabo Carvoeiro .  La cueva se encuentra más al oeste de cualquier yacimiento neandertal. Los neandertales se extinguieron hace más de 40 000 años.  La cueva también fue habitada por humanos modernos durante el Neolítico.

## Historia

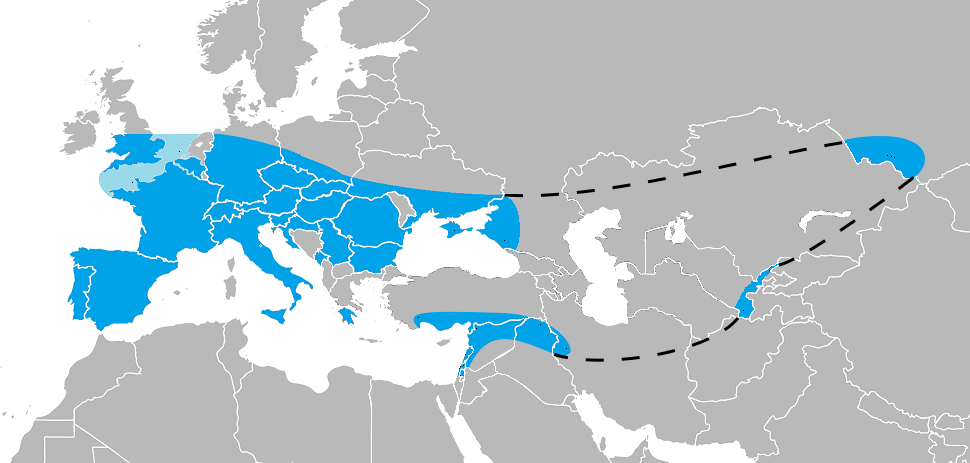
Extensión máxima del Homo neanderthalensis

La cueva Furninha fue explorada por Nery Delgado a finales del siglo XIX. Delgado demostró la historia de la ocupación de las cuevas por parte de los neandertales. La excavación de Delgado reveló la existencia de ocupación animal durante el Paleolítico Inferior, la presencia neandertal durante el Paleolítico Medio y la presencia de Homo sapiens a finales del Calcolítico. Delgado también informa de la práctica de la antropofagia por parte de los neandertales de Furninha que, a pesar de la proximidad del mar, eran principalmente cazadores. La colección de restos reunida por Delgado fue depositada en un museo de Lisboa.
La observación de varias fotografías de Furninha revela la existencia de una fina película de flora. Se cree que esta flora está en estrecha relación con los hongos y muestra colores intensos de zonas verdes, amarillas y rojas.
Las paredes de la cueva están cubiertas de nutrientes generados por la mezcla de las aguas de lluvia que caen por el respiradero de la bóveda con las gotas de agua de mar que entran en la cueva.

## En la cultura popular
- Como registro de la memoria colectiva, la cueva se conoce como la Cueva de Dominique. Dominique era supuestamente el nombre de un ladrón esquivo que se refugió en Furninha.
- La cueva de Furninha está asociada con la «Leyenda de un amor en Peniche».[23]